# Florence Tsagué Assopgoum
Florence Tsague Assopgoum (sinh năm 1977 tại Bafou-Djuttitsa, phía tây của Cameroon ở Tây Phi), là một nhà khoa học và nhà văn chính trị người Cameroon.

## Sự nghiệp
Tsagué A. là thành viên của một số tổ chức như Liên minh châu Phi ở Siegerland (khu vực của Đức) và Sáng kiến phát triển châu Phi. Cô là một giảng viên được công nhận tại Europäische Akademie NRW. Ngoài các ấn phẩm của mình trên báo chí như Châu Phi Tích cực, Cô còn tổ chức các buổi đọc sách ở khu vực Siegen. Năm 2008, cô tham gia chuyến lưu diễn của các nhà thơ và nhà văn của Siegen Wittgenstein với tựa đề "Menschen zwischen den Kulturen". Cô chuyên viết tin tức, thơ và tiểu thuyết. Cuốn tiểu thuyết đầu tiên của cô, Những người phụ nữ nổi tiếng, Những người vợ vô danh, được xuất bản vào tháng 8 năm 2009. Trong cuốn tiểu thuyết này, đưa người đọc vào một thế giới văn hóa và truyền thống phong phú, cô nói về sự phân biệt đối xử của phụ nữ và trẻ em gái trong hệ thống thừa kế ở Cameroon. Nó cũng chứa các chủ đề khác như là chế độ đa thê, lạm dụng trẻ em và im lặng đồng lõa. Cuốn sách cầu xin sự thích nghi của văn hóa giải quyết các vấn đề cấp bách của thời đại và do đó tham gia vào một cuộc tranh luận mà trong các xã hội châu Phi bị chi phối bởi những người lớn tuổi. Cuốn tiểu thuyết này đã được đề cử cho giải thưởng Pan-literate của hiệp hội "Văn hóa Châu Phi Rhein-Neckar".